# Alcomdale
Alcomdale est une communauté située dans la province d'Alberta, dans le centre.